# ジェルソン・ソウザ
ジェルソン・リリアーノ・サシェス・ソウザ（Gerson Liliano Saches Sousa 、2002年5月10日 - ）は、ポルトガル・セイシャル出身のプロサッカー選手。ベンフィカB所属。ポジションは、ミッドフィールダー（ウイング）。

## 来歴
2019年5月29日、ベンフィカBとプロ契約を結んだ。2020年11月1日、2-3で敗れたアウェーのレイションイスSC戦でリーガプロデビューを果たした。